# Actinothoe modesta
Actinothoe modesta is een zeeanemonensoort uit de familie Sagartiidae.
Actinothoe modesta is voor het eerst wetenschappelijk beschreven door Verrill in 1866.